# グレンドーラ
グレンドーラ（Glendora）は、アメリカ合衆国カリフォルニア州のロサンゼルス郡にある都市。人口は5万2558人（2020年）。ロサンゼルスの東42キロメートルに位置している。市街地はサンガブリエル・バレーの東部にあり、見晴らしの良いサンガブリエル山脈の傾斜地に住宅地が形成されている。

## 姉妹都市・提携都市
- 栃木県真岡市
- メリダ

## 歴史
サンガブリエル・バレーの初期の入植者は農民であり、オレンジやレモンなどの果物を生産した。
1887年、サンタフェ鉄道が開通し農産物の輸送に使われた。グレンドーラはシカゴの実業家ジョージ・D・ホイットコムによって設立された。彼は機関車メーカーホイットコム車両の創業者として有名である。
1907年にはパシフィック電鉄の通勤電車がグレンドーラに乗り入れるようになり利便性は格段に良くなった。
グレンドーラの人口は2000年初頭に5万人まで増加し、それ以降は安定している。

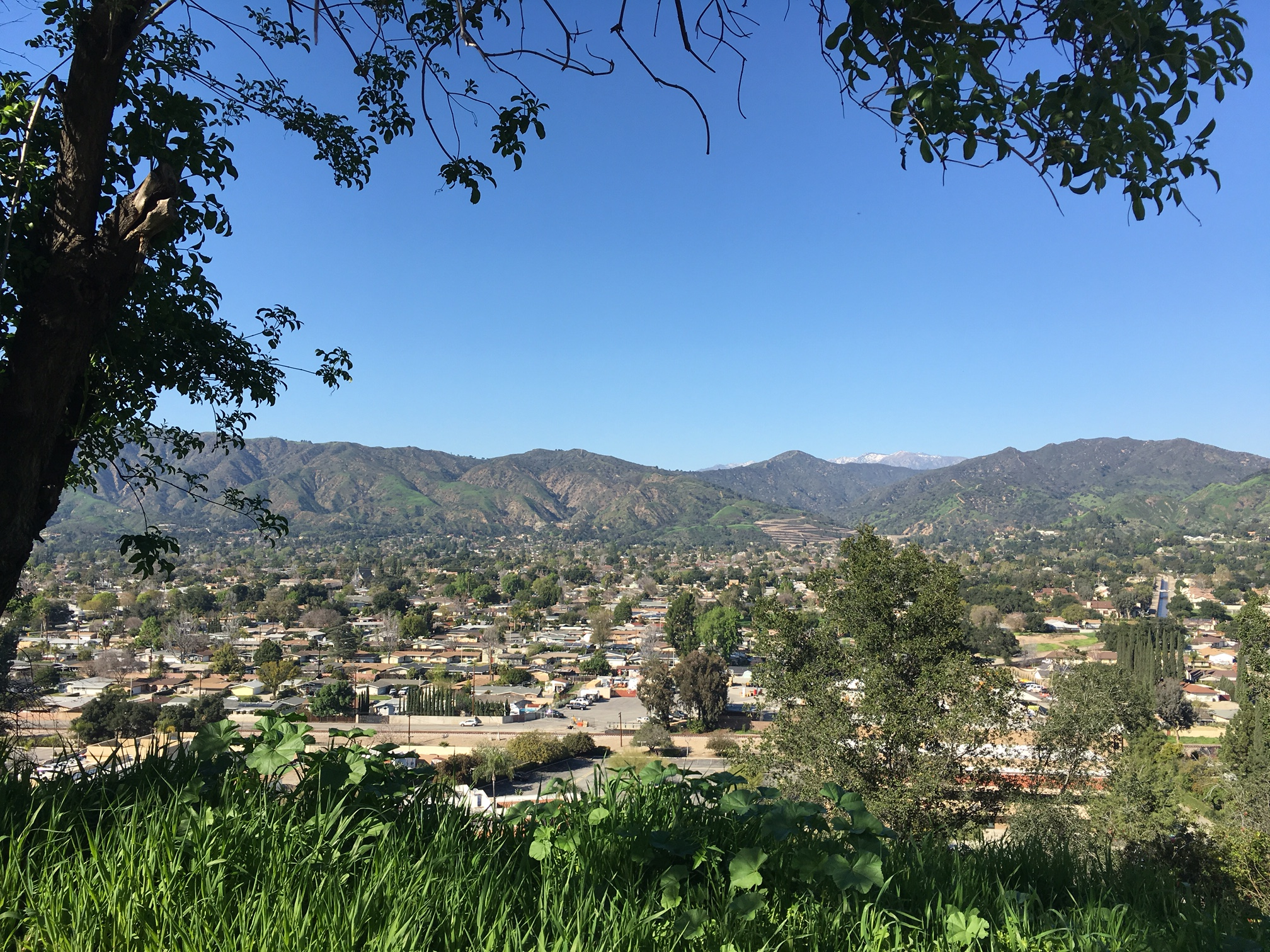
グレンドーラの住宅地